# Day of Mourning (album)
Albums de Despised Icon
The Ills of Modern Man
(2007)
Day of Mourning est le quatrième et dernier album studio en date du groupe de Deathcore canadien Despised Icon. L'album est sorti le 22 septembre 2009 sous le label Century Media Records.
Il s'agit du premier album de Despised Icon enregistré avec le guitariste Ben Landreville et le bassiste Max Lavelle au sein de la formation.
Day of Mourning a atteint la 162e place au classement Billboard 200 ainsi que la 6e place au classement Billboard Top Heatseekers, en se vendant à plus de 3 000 exemplaires la semaine de sa sortie.
Une vidéo a été récemment tournée pour le titre éponyme, dont le tournage a été assuré par les producteurs du Montreal Kartel Films.

## Musiciens
- Alex Erian – chant
- Steve Marois – chant
- Ben Landreville – guitare
- Eric Jarrin - guitare
- Max Lavelle – basse
- Alex Pelletier – batterie

## Liste des morceaux
| 1.    | Les Temps Changent      | 3:39 |
| 2.    | Day of Mourning         | 3:03 |
| 3.    | MVP                     | 3:25 |
| 4.    | All for Nothing         | 3:15 |
| 5.    | Eulogy                  | 3:29 |
| 6.    | Made of Glass           | 3:18 |
| 7.    | Black Lungs             | 3:02 |
| 8.    | Diva of Disgust         | 3:26 |
| 9.    | Entre Le Bien et Le Mal | 3:58 |
| 10.   | Sleepless               | 4:47 |
| 32:50 |                         |      |